# هيرومي سيكييا
هيرومي سيكييا (باليابانية: 関谷 拓実) (6 مايو 1975 في طوكيو في اليابان – )؛ هو لاعب كرة قدم سابق كان يلعب كمهاجم.